# Heinkel He 111 (оперативна история)
Heinkel He 111 (Хайнкел Хе 111) е един от най-известните и най-широко използваните немски бойни самолети от периода на Втората световна война.

## Китай
Активната бойна служба на Не-111 всъщност започва в Китай, където закупените от Германия през 1936 г. шест машини Не-111А са зачислени в 19-и дивизион тежки бомбардировачи. Бойният дебют в Азия не е особено успешен: След избухването през 1937 г. на Втората китайско-японска война, при първата си бойна задача, в района на Шанхай група от 5 Не 111А и шест Martin 139, прикривани от изтребители Boeing 281, е прехваната от японски изтребители и три от петте хайнкела са свалени, а групата не успява да изпълни задачата си. Други две машини са загубени до края на годината, а последната – преоборудвана като транспортен самолет – е загубена през 1939 г. в резултат на приятелски огън.

## Гражданската война в Испания
Първото бойно използване на Не 111 е отбелязано по време на избухналата през 1936 г. гражданска война в Испания, където тези бомбардировачи воюват в състава на немския Легион Кондор, сражаващ се на страната на франкистите. Първите четири Не 111В-1 пристигат по море в Испания в средата на февруари 1937, заедно с още четири Junkers Ju 86 и четири Dornier Do 17 и влизат в състава на К/88 – бомбардировъчната авиогрупа на легиона. Тези дванайсет машини формират изпитателна ескадрила в състава на авиогрупата, чиято цел е да се изпитат трита типа самолети в реални бойни условия. Бързо се установява, че Не 111 е най-добрият и четирите машини формират щабното звено на К/88, известно като „Педро“ (на испански: Pedro), което име е изписано на всички машини от звеното. През март 1937 г. в състава на легион Кондор са включени още 4 машини Не 111В-2; през този месец е и първият по-голям успех – при атака срещу републиканското летище Алкала де Енарес е докладвано за 24 противникови самолета унищожени на земята, а през следващия месец два самолета Не 111 участват в групата, осъществила печално известната бомбардировка на Герника. През май изпитателната ескадрила е разформирована, като І и ІІІ ескадрили от К/88 са изцяло въоръжени с Не 111. Първите загуби са от юни, когато по неизвестни причини са загубени два бомбардировача, а през август още два са свалени от републикански изтребители. В края на октомври ескадрилите, въоръжени с Не 111 са четири, като броят на машините в тях е над 50 (28 от тях са Не 111В-2). През 1938 г. бомбардировачите Не 111 участват в операцията при бомбардирането на пристанищата в Картахена и Алмерия (16 – 18 април), при която е тежко повреден линейният кораб Хайме I, и вземат дейно участие в битката при Ебро (май-ноември 1938 г.). По време на сраженията при река Ебро с Не 111 са въоръжени две бомбардировъчни авиогрупи – немската К/88 и испанската 10/G25 – загубите им (унищожени и повредени) са съответно 10 и 19 машини. През 1939 г. самолетите Не 111 извършват демонстративни атаки над столицата Мадрид, хвърляйки единични бомби над различни части на града без противодействие от страна на републиканската авиация. При една от тези атаки, на 12 март 1939 г., по неизвестни причини се взривяват бомбите в машината на командира на К/88 майор Хьорле – това е последната загуба на Не 111 в този конфликт, а последният боен полет е на 27 март същата година.
Общо за цялата война в Испания са доставени 130 Не 111 (95 Не 111В-1/В-2 и 35 Не 111Е-1), като от тях са загубени 37 машини: 10 са свалени във въздушни боеве, 10 стават жертва на зенитната артилерия, 2 са разрушени на земята, останалите 15 – в резултат на технически причини или пилотски грешки. След края на войната (31 март 1939 г.) личният състав на Легион Кондор се завръща в Германия, а цялата техника е оставена на Испания.

## Полската кампания (1939)
При нахлуването в Полша на 1 септември 1939 г. бомбардировачите Heinkel He 111 са във втората атакуваща вълна (първият удар е нанесен в 04:30 ч. от пикиращите бомбардировачи Ju 87) и основната им цел са обекти (главно летища) в околностите на Варшава, Краков, Лвов. Тези атаки продължават с променлив успех до 16 септември, когато 12 Не 111 атакуват самата столица, а на 24 и 25 септември е проведена двудневна масирана бомбардировъчна акция над града, в която участват 400 бомбардировача от различни типове. Само през втория ден са осъществени 1776 самолетоизлитания, при които над Варшава са хвърлени 500 тона фугасни бомби и 72 тона запалителни бомби – големи части от града са превърнати в руини и след още три дни Варшава капитулира. До края на войната Не 111 изпълняват задачи по бомбардировка на железопътни и шосейни пътища, гари и др.
В началото на бойните действия бомбардировачите летят на големи групи с изтребително прикритие (най-вече от Messerschmitt Bf 110), защото се оказва, че въпреки морално остарелите си машини (главно от типовете PZL P.7 и PZL P.11), благодарение на добрата си подготовка, полските пилоти успяват да се справят с по-съвременните немски самолети. Първият Не 111 е свален над Полша още в 07:00 ч. на 1 септември от поручик Анджей Габшевич. Въпреки това, благодарение на скоростта си от около 400 km/h, Не 111 могат да се изплъзнат от полските изтребители ако ги забележат навреме. Поляците претендират, че за цялата кампания са свалени 51 Не 111 (41 от изтребителите и 10 от зенитната артилерия), но според данни на Луфтвафе, за целия този период са изгубени общо 78 бомбардировача от всички типове, докато само полските изтребители заявяват унищожаването на общо 83 бомбардировача.

## Странната война
През шестмесечния период, известен като Странната война, основните цели на бомбардировачите са английските морски съдове в Северно море, съпътствани с чести сблъсъци с изтребителната авиация на RAF. На 28 октомври 1939 г. Не 111 става първият самолет, свален от англичаните над острова – това е самолетът на лейтенант Р. Нийхоф, атакуван от изтребители Supermarine Spitfire; в резултат екипажът на тежко повредения самолет извършва принудително кацане на английска територия. През януари 1940 г. бомбардировачите Не 111 потопяват общо 11 морски съда при загубата на 2 свои машини, но февруари не е толкова успешен. На 2 февруари, при изпълнение на бойна задача, 24 бомбардировача са прехванати от английски изтребители Hawker Hurricane и леки бомбардировачи Lockheed Hudson и в резултат на въздушния бой са загубени три Не 111 и още три са повредени, а английските загуби са един Hudson и един потопен търговски съд. На 22 февруари са извършени две атаки срещу английски кораби, при първата е свален един бомбардировач, а при втората поради грешка е бомбардиран немския разрушител „Леберехт Маас“, който в опита си да се отклони от атаката, навлиза в английско минно поле, където се взривява и потъва; по-късно през нощта на същия ден един Не 111 е свален погрешка от немската зенитна артилерия.
През този период не са извършвани полети над територията на Франция, с изключение на полетите над линията Мажино, при които са разхвърляни единствено пропагандни листовки. При тези полети са загубени две машини в резултат на лоши атмосферни условия, а последният самолет, свален по време на Странната война е този на лейтенант Леман, свален над Маастрихт след бой с пет френски изтребителя MS.406.

## Операция Везерюбунг
За осъществяването на германското нахлуване в Дания и Норвегия през 1940 г., известно под кодовото име Операция Везерюбунг, са привлечени над 700 бомбардировача, от които над 500 са Не 111. Дания капитулира за един ден, но боевете в Норвегия, където наравно с норвежките се сражават и английски войски, продължават до началото на юни. Операцията започва на 9 април и в този ден се разиграват едни от най-тежките сражения за бомбардировачите. Западно от норвежките брегове над Северно море се разгаря въздушно-морска битка, в която участват 28 английски кораба и 88 немски бомбардировача (от тях 41 Не 111) и в която немците губят 4 бомбардировача Ju 88, а англичаните – един разрушител и четири крайцера получават повреди в различна степен. Малко по-късно хайнкели потопяват край Ставангер и норвежкия разрушител „Егер“ (Aeger), при загубата на един самолет. През същия ден Не 111 осигуряват въздушна подкрепа на морската ескадра, която трябва да стовари десант за превземането на столицата Осло, но не успяват да предотвратят потопяването на тежкия крайцер Блюхер от бреговата артилерия в теснините на Ослофиорд и да осигурят стоварването на десанта. Главен „виновник“ за този неуспех са батареите на крепостта Оскарборг, която след това е подложена на близо деветчасова въздушна бомбардировка и малко по-късно капитулира. На 9 април големи групи Не 111 извършват полети и над столиците Копенхаген и Осло, при които са разхвърляни само пропагандни листовки. В следващите дни бомбардировачите атакуват морските съдове на противника и летищата му. На 2 май е потопен санитарен кораб, на 4 май е потопен полския разрушител „Гром“ (13 Не 111 го потопяват само за три минути), на 15 май – отново полски съд – транспорта „Хробри“, а на 26 май – английския крайцер „Кърлю“ (Curlew); на 25 април при две атаки срещу летища на земята са унищожени 14 самолета и т.н. В небето над Норвегия основните противници са английските Gloster Gladiator, Hawker Hurricane и морските изтребител-бомбардировачи Blackburn Skua, а въздушните схватки са с променлив успех. Общо при осъществяването на операция Везерюбунг Не 111 потопяват 15 противникови кораба, разрушават 20 самолета на земята и свалят други 10 във въздушни боеве, при загубата на 61 машини (от тях 42 във въздушни боеве).

## Битката за Франция
Операцията по нахлуването във Франция започва в ранните часове на 10 май 1940 г., като за успешното ѝ реализиране са съсредоточени 1120 бомбардировача, 688 от които са Не 111. Първите удари са нанесени по летищата – Белгия губи около 80 самолета, Франция и Нидерландия – около 120; немските загуби са 47 машини (от тях 7 Не 111, други пет са повредени, а два са отчислени от бойна служба). Не 111 участват активно в разгрома на френските сили при Седан и при отразяването на контраофанзифата при Арас; разрушават железопътната мрежа в районите на Реймс и Амиен, с което предотвратяват движението на френските резерви и правят невъзможен евентуален френски контраудар срещу немския ляв фланг. Продължават и атаките срещу летищата – на 3 юни е осъществена операция Паула, при която над 600 бомбардировача Не 111 и Do 17 нанасят масирани удари по летищата край Париж с цел окончателно унищожаване на френската авиация, но резултатите са слаби, понеже френските самолети вече са разсредоточени на запасни и полеви летища. Бомбардировачите Не 111 участват активно и в бомбардировките над Дюнкерк при осъществяването на съюзническата операция Динамо, като за цялото време на евакуацията са потопени не по-малко от 250 плавателни съда.
По време на битката за Франция, на 10 май 1940 г. немски екипаж на Не 111 погрешка бомбардира германския град Фрайбург, при което загиват 57 души – случаят е използван от нацистката пропаганда и за тази бомбардировка са обвинени французите. На 14 май, в отново в резултат на недоразумение е бомбардиран и холандския град Ротердам. Докато се водят преговори за капитулацията на града (под заплахата от унищожителни бомбардировки), над Ротердам се появяват 90 Не 111 за извършването на предварително планираната атака. Германският генерал Рудолф Шмит, водещ преговорите, отменя бомбардировката по радиото, от земята са изстреляни и сигнални ракети, но съобщението не достига до по-голямата част от бомбардировачите и 54 Не 111 стоварват 97 тона бомби върху центъра на града. Загиват 900 души, централната част на града е в руини. Тази бомбардировка е с важни стратегически последици – тя дава повод на британското правителство да разреши въздушни бомбардировки над германска територия и още същата нощ 100 бомбардировача атакуват жп възли и петролни рафинерии в Рурската област, с което се поставя началото на съюзническите стратегически бомбардировки над Германия.
В битката за Франция са изгубени 511 бомбардировача, от тях – около 350 Не 111.

## Битката за Британия
След превземането на Франция, Германия се концентрира върху победата над Англия. Съгласно разработения план за десант на Британските острови, носещ кодовото име Морски лъв, немската авиация трябва да завоюва пълно превъзходство във въздуха, унищожавайки противниковите самолети във въздуха и на земята, като по този начин осигури безпрепятственото стоварване на десанта и успешното му развитие – в резултат започва едно от най-големите въздушни сражения в историята, известно като Битката за Британия. На вече доказалия се Не 111 се възлагат големи надежди; към началото на офанзивата в бойните части има 500 машини от този тип, но само 239 от тях са боеспособни. В началото на битката (10 юли – 11 август) боевете са със слаба интензивност, а немските въздушни удари се ограничават до атаки над морски съдове и английските пристанища, сражението се разгаря с пълна сила след 13 август (т. нар. Ден на Орела, на немски: Adlerangriff, букв. Орлова атака), когато бомбардировките се пренасят по летищата във вътрешността на островите. Бомбардировките през този етап от битката (23 август – 7 септември) са главно дневни; боевете във въздуха са изключително ожесточени и немските самолети започват да търпят големи загуби. Излизат наяве и слабите страни на бомбардировачите, на първо място слабото им отбранително въоръжение; скоростта също се оказва недостатъчно висока за изплъзване от съвременните английски Hurricane и Spitfire. Всичко това налага бомбардировачите задължително да летят с изтребително прикритие, въпреки че заради високата си устойчивост на бойни повреди Не 111 дават по-малко загуби в сравнение с другите бомбардировачи. На 7 септември немската авиация преминава от удари по летищата към атаки на английските градове, а на 15 септември, известен като Денят на Битката за Британия (на английски: Battle of Britain Day) е кулминацията на тази битка – тогава немците провеждат денонощна операция, състояща се от 14 нощни (в тях участват и 74 Не 111) и 8 дневни (73 Не 111) бомбардировки, при които губят 56 самолета, (в това число 10 Не 111) срещу 26 английски.
В Битката за Британия на Не 111 се налага да изпълнява ролята и на стратегически бомбардировач, макар че не е проектиран като такъв. Въпреки че нито бомбовият товар, нито далечината на полета и отбранителното въоръжение не съответстват на този клас самолети, Не 111 все пак успяват да нанесат сериозни щети на английската военна индустрия: на 30 август е сринат до основи заводът край Бристол, произвеждащ самолетите de Havilland Mosquito, на 26 септември са нанесени много тежки поражения на заводът край Уулстън, произвеждащ Supermarine Spitfire и др. При преминаването към нощни бомбардировки над Англия, бомбардировачите Не 111, оборудвани с новите навигационни системи Knickebein, X-Gerät и Y-Gerät, позволяващи атака на целта без визуален контакт, стават основни участници в тези операции. Нощните бомбардировки над Англия продължават с намаляваща интензивност до средата на 1941 г., след което основните сили вече се насочват към Съветския съюз.
В Битката за Британия Германия губи над 1200 самолета, от които 395 са Не 111.

## Над Балканите и Средиземно море
Участието на Не 111 в бойните действия на Балканския полуостров по време на превземането на Югославия (операция Ауфмарш 25) и Гърция (операция Марита) е твърде епизодично – тези бомбардировачи участват в двете бомбардировки над Белград (6 и 7 април 1941 г.) и в минирането на пристанище Пирея; по-активно са използвани в операциите в Средиземноморието. Не 111 поддържат от въздуха десанта на о-в Крит, атакуват съюзническите конвои по средиземноморските комуникации, участват в бомбардировки над Египет, Либия и Малта, минират Суецкия канал. При една от тези операции група Не 111 е прехваната от изтребители Fairey Fulmar от самолетоносача Формидейбъл (HMS Formidable) и четири бомбардировача са свалени. Само през 1941 г. на този театър на бойните действия са загубени 14 Не 111.

## Ирак
На 1 април 1941 г. в Ирак е извършен преврат под ръководството на Рашид Али ал-Гайлани и е поет курс на прогерманска политика, а в страната започва антибританско въстание. В резултат британците вкарват в Ирак допълнителни войски, а на 2 май 10 бомбардировача Vickers Wellington нанасят удар по иракските войски, с което се поставя началото на Англо-иракската война. Още същия ден ал-Гайлани се обръща към Хитлер с молба за военна помощ; помощта, която ангажираната с подготовката за нахлуване в СССР Нацистка Германия изпраща е малка: една ескадрила Messerschmitt Bf 110, 7 Не 111, 16 транспортни самолета (14 Junkers Ju 52/3m и 2 Ju 90). Първите самолети кацат на 8 май, но присъствието им е разкрито на 13 май и следващия ден англичаните нанасят удар по летището край Палмира, при който унищожават базираните там 3 Не 111. Бойните действия продължават до края на май, а към 27 същия месец почти всички немски самолети са унищожени (загубите на Не 111 са 5 самолета, от които един свален във въздушен бой). За краткия си престой в Ирак, от 15 до 29 май бомбардировачите успяват да извършат седем разузнавателни полета и пет бомбардировъчни мисии (срещу летището в Хабания), при които са хвърлени 10 тона бомби, успявайки да свалят във въздушни боеве два британски изтребителя.

## Източния фронт
При започването на операция Барбароса, открила бойните действия на т. нар. Източен фронт, в бойните части на Луфтвафе, ангажирани с операцията, се намират около 270 (от общо над 1200 бомбардировача) Не 111. В ранните часове на 22 юни 1941 г. са нанесени масирани въздушни удари по съветските летища, мостове, комуникации и др. военни обекти; в резултат съветската армия е напълно дезорганизирана и парализирана, а загубите на съветската авиация само на 22 юни достигат числото от 1000 машини (след още седмица загубите се изчисляват на 3500 самолета). Унищожени са и десетки хиляди единици бойна техника. В началото на операцията практически всички бомбардировачи Не 111 осъществяват близка въздушна поддръжка на настъпващите германски части (само една ескадрила – II./KG 4 – е ангажирана до 4 юли с поставянето на минни заграждения в Черно море), но малко по-късно са пренасочени и към други задачи. На 19 юли Хитлер издава директива за подготовката на стратегически бомбардировки над столицата Москва в отговор на съветските бомбардировки над Хелзинки и Букурещ. Избрани са военно-политически цели в чертите на града, а за успешното осъществяване на бомбардировките специално са привлечени и части от базираните в Западна Европа. Първата атака е осъществена през нощта на 21 срещу 22 юли 1941 г., в нея участват 127 бомбардировача, от тях 35 са Не 111 – тази акция поставя началото на бомбардировките на Москва през 1941 – 1942 г.. В периода 1941 – 1942 г. Не 111 (както и Ju 88) са масово използвани и за атаки срещу железопътни композиции в тила на противника, при което някои части като KG 55 (Kampfgeschwader 55; Бомбардировъчна ескадра 55) унищожават 122 железопътни композиции, включително 64 локомотива.
На Източния фронт самолетът Не 111 отново влиза в ролята на стратегически бомбардировач, участвайки в бомбардировки на съветските производствени мощности. Така например през юни 1943 г. части, въоръжени с него, провеждат масирани бомбардировки на съветски заводи, произвеждащи военна техника в районите на градовете Горки, Ярославъл и Саратов. Ударите са провеждани в течение на повече от месец и в тях почти винаги участват над 100 самолета, но над самите цели успяват да излязат около половината от тях – това е обусловено от отдалечеността на целите и силната противовъздушна отбрана. Тези атаки не успяват да спрат производствените линии, на предизвикват сериозно намаляване на производителността: от 3100 самолета, произведени през април, през юни са произведени 2778, а от 2303/1913 танка за периода март/май — едва 1481 през юни.
Не спират и атаките срещу летищата. Една от най-успешните атаки е проведена от KG 4 на летището Курск-Восток през нощта на 21 срещу 22 март 1943 г., когато са заявени 35 унищожени на земята едномоторни изтребители и още 23 повредени. По данни на немското командване на това летище остават само два изправни самолета. Друга, дори по-успешна атака е проведена през нощта на 21 срещу 22 юни 1944 г. срещу летището край Полтава, където малко по-рано са се приземили над 160 американски Boeing B-17 Flying Fortress след една от т. нар. совалкови операции. Американски бомбардировачи са се приземили и на летището край Миргород, така че в атаката участват около 200 немски бомбардировача (ок. 100 срещу Полтава и още толкова срещу Миргород, като поне 120 от тях са Не 111). Оказва се, че атмосферните условия над Миргород са неблагоприятни и двете групи атакуват летището при Полтава – в резултат на атаката са унищожени 44 В-17 и пет самолета от други типове, повредени са още 26 В-17 и 28 самолета от други типове, изгарят над 400 000 литра авиационно гориво.
На Източния фронт Не 111 доказва качествата си и като транспортен самолет: при поддръжката на немските части, обкръжени в т. нар. Демянски чувал, тези самолети спомагат за евакуацията от обкръжението на 21 000 войници и за доставката на 24 300 тона храни и амуниции. Като транспортен самолет Не 111 се представя в отлична светлина и при поддръжката на обкръжената край Сталинград немска 6-а армия – тези самолети са едни от най-дейните участници в Сталинградския въздушен мост (преди това, в същата битка, затвърждават и реномето си на бомбардировачи: след две масирани бомбардировки (23 август и 3 септември) и многократни точкови удари, от 42 000 жилищни здания в града не остава нито едно, което да е годно за нормално обитаване). За изпълнението на тези задачи Не 111 пренася товарите в бомбовите си шахти и в определени моменти се представя дори по-добре от специализираните транспортни Junkers Ju 52/3m – напр. на 8 декември 1942 г. хайнкелите доставят в обкръжението 140 тона товари, докато юнкерсите са разпръснати от съветските изтребители; на 11 декември Не 111 доставят 130 тона товари срещу 80 тона от Ju 52/3m.
Малко известен факт е, че на Източния фронт Не 111 е използва и като нощен изтребител. За целта на около 30 самолета допълнително са монтирани по 4 20-mm оръдия под кабината. Тези машини са използвани за борба срещу съветските нощни бомбардировачи – най-често остарели биплани от типовете По-2, Р-5 и Р-Z, – тормозещи предните линии и близкия фронтови тил. Най-интензивно като изтребител Не 111 е използван по време на Курската битка; твърди се, че до края на юли 1943 г. тези самолети унищожават около 30 По-2. От началото на 1942 г. в три бомбардировъчни ескадри са сформирани ескадрили, въоръжени с оборудвани с оръдия Не 111, които са използвани като щурмови самолети, като тази практика се запазва до края на войната.

## Heinkel He 111 като ракетоносец
От средата на юни 1944 г. започва изстрелването на самолети-снаряди (крилати ракети) V-1 срещу обекти в Англия. Те се изстрелват от наземни пускови установки, разположени на територията на Франция, но десантът в Нормандия и бързото настъпление на съюзниците унищожава част от тях и застрашава съществуването на другите, налагайки евакуацията им. Затова е взето решение тези ракети да бъдат изстрелвани от въздушни носители, като изборът пада върху Не 111. За целта е създадена модификацията Не 111Н-22, част от съществуващите бомбардировачи също са преоборудвани и до края на юли 1944 г. вече са извършени около 50 успешни пуска, като до началото на септември броят на изстреляните от Не 111 ракети надминава 400. Особено активни стават ракетоносците през втората половина на септември 1944 г., но едновременно с това нараства и противодействието от страна на съюзническите нощни изтребители – до началото на месеца са загубени два ракетоносеца, докато само за септември са свалени 6 машини. Към края на декември 1944 г. полетите на ракетоносците са прекратени поради липсата на гориво.

## Heinkel He 111 като торпедоносец
Според немски източници, първият успех на торпедоносците Не 111 е потопяването на 5000-тонен кораб в Ламанш през декември 1940 г.. В началото на 1941 г. започва сформирането на торпедоносна ескадрила в състава на KG 26 (бомбардировъчна ескадра 26), като началото е поставено от три екипажа. Ескадрилата е под № 6 (означение на Луфтвафе: 6/KG 26), по-късно такива ескадрили са сформирани и към KG 28 и др. съединения. Торпедоносците участват на всички театри на бойните действия по море, които води Нацистка Германия.
На Източния фронт, над Черно море, действат ескадрили от KG 28 и KG 26; към по-забележителните им успехи могат да се отбележат следните: на сметката на единичен Не 111 от първата ескадра е потопяването на съветския параход „Армения“ на 7 ноември 1941 г., при което загиват около 5000 души (спасените са само 8), а през нощта на 2 срещу 3 август 1942 г. 10 самолета от втората атакуват корабно съединение, в чийто състав влизат крайцера „Молотов“ и лидера (тежък разрушител) „Харков“ – нанесени са извънредно тежки поражения на крайцера, който едва не потъва, загубил цялата си кърмова част.
Части от KG 26 действат и над Северно море: там торпедоносците атакуват морските конвои по съюзническите комуникации. Участват в атаките срещу конвоите PQ 15 (три потопени кораба), PQ 16 (един кораб), както и в разгрома на конвоя PQ 17, при който претендират за потопяването на един крайцер и транспортни кораби с общ тонаж 44 000 брт.. Торпедоносците потапят и десет търговски съда от конвой PQ 18 с общ тонаж 56 000 брт.
Противникови конвои са атакувани и в акваторията на Средиземно море – там при атака срещу конвоя „Пиедестал“, осъществена с помощта на бомбардировачи Ju 88 и италиански торпедоносци SM.79 са потопени три транспортни кораба и един е тежко повреден.
През последните месеци на войната торпедоносците Не 111 постепенно са изтеглени от бойна служба и заменени с торпедоносци на базата на по-съвременните Ju 88 и Ju 188, като последното им бойно използване е от пролетта на 1944 г.

## Съединения на Луфтвафе, въоръжени с Не 111
Бомбардировъчни
KG 1; KG 3; KG 4; KG 6; KG 26; KG 27; KG 28; KG 40; KG 51; KG 53; KG 54; KG 55; KGr/KG 100; KG 200; KGr 126; KGr 606; KG 806; LG 1; LG 2.
Изтребителни
NJG 5; NJG 100; NJG 200=
Транспортни
KGr.z.b.V 5; TGr 30; LLG 1; LLG 2.
Разузнавателни
Wekusta 1; Wekusta 5; Wekusta 16; Wekusta 26; 2,4,5(F)121; 1,2(F)122; 3(F)123; FAGr 123; 1(F)120; 1(F)124; 4(F)NACHT; 4/FAGr 5.